# Хофф, Николас
Ни́колас Дж. Хофф (англ. Nicholas J. Hoff; 3 января 1906, Мадьяровар — 4 августа 1997, Станфорд, штат Калифорния) — американский учёный в области механики.
Член Национальной инженерной академии США (1965), иностранный член Французской академии наук (1989).

## Биография
Родился в семье стоматолога Мора Хоффа и Ленке Меллер. Окончил лютеранскую гимназию Фашори в Будапеште, в этой же школе учились в своё время Юджин Вигнер, Лео Силард, Эдвард Теллер, Теодор Карман, Джон фон Нейман и Антал Дорати. Поступил в Швейцарский федеральный институт в Цюрихе, где занимался под руководством знаменитого инженера-механика Ауреля Стодолы (англ. Aurel Stodola). В 1928 году получил диплом инженера.
С 1929 по 1937 год работал на заводе Weiss, где отвечал за расчёты в конструкторском бюро. Принимал активное участие в разработке самолётов WM-15, WM-16 Budapest, WM-20   и WM-21 Sólyom.
Осенью 1938 года эмигрировал в США. Целью было приехать в Станфорд, чтобы учиться у известных учёных по механике твердого тела, у С. П. Тимошенко. По окончании учёбы он намеревался вернуться в Венгрию, но в 1939 году, после начала Второй мировой войны, пути к возвращению в Венгрию были отрезаны.
Занимался изучением влияния вибрации при землетрясениях на стальные каркасные здания в лаборатории Стэнфорда под руководством проф Л. Якобсена. В конце лета 1940 года сосредоточился на завершении диссертации и покинул лабораторию, получил степень доктора наук (Ph. D.) в 1942 году за защиту диссертации «Stresses in a Space Curved Bar Reinforcing the Edge of a Cut-Out in a Monocoque Fuselage».
Осенью 1940 года поступил в Бруклинский политехнический институт как инструктор по авиационной технике. В 1946 году стал полным профессором и руководителем Департамента авиационной техники и прикладной механики в 1950 году. В Бруклине он стал известен также как выдающийся лектор и педагог.
В знак признания его заслуг получил приглашение в 1953 году прочитать престижную лекции памяти Уилбура Райта в Королевском авиационном обществе в Лондоне.
В 1956 году по рекомендации Теодора фон Кармана («Николас Хофф — кто еще?!») получил приглашение Стэнфордского университета и вернулся в Станфорде осенью 1957 года чтобы возглавить новый факультет аэронавтики. Занимался изучением как теоретически, так и экспериментально устойчивостью усиленных тонкостенных конструкций для самолетов.
С 1971 года на пенсии. После выхода на пенсию в Стэнфордском университете читал лекции в университете Монаш (Австралия,
1971), Технологическом институте Джорджии (1973), Кренфилдском технологическом институте (Англия, 1974—75), федеральном технологическом институте (Цюрих, 1975), Политехническом институте Ренсселера (США, 1976—81). По приглашению читал лекции в Японии (для чего выучил свои лекции на японском языке). Оставил почти законченную рукопись по истории технического развития авиации.

## Награды и звания
- Медаль Т. фон Кармана, 1972
- Медаль ASME, 1974
- медаль Гугенхейма, 1983